# عصام مبيضين
عصام عبد الله إبراهيم مبيضين (مواليد 15 يونيو 1986 في الكرك، الأردن) هو لاعب كرة قدم أردني يلعب مع نادي شباب الأردن كلاعب وسط. مثّل منتخب الأردن لكرة القدم.

## الأهداف دولية
| # | التاريخ        | المكان | الخصم | النتيجة | الحصيلة | المنافسة                                        |
| - | -------------- | ------ | ----- | ------- | ------- | ----------------------------------------------- |
| 1 | 24 نوفمبر 2006 | الوكرة | ماكاو | 13–0    | فوز     | كرة القدم في دورة الألعاب الآسيوية 2006 (هدفين) |

## روابط خارجية
- عصام مبيضين على موقع قاعدة بيانات كرة القدم.إي يو (الإنجليزية)
- عصام مبيضين على موقع ناشيونال فوتبول تيمز (الإنجليزية)
- عصام مبيضين على موقع كووورة